# Тополь разнолистный
То́поль разноли́стный, Тополь болотный (лат. Pópulus heterophýlla) — вид двудольных цветковых растений, включённый в род Тополь (Populus) семейства Ивовые (Salicaceae).

## Ареал
Тополь разнолистный широко распространён на болотах восточной части Северной Америки, однако довольно редок на протяжении всего ареала, который полностью охвачен ареалом тополя дельтовидного (Populus deltoides).
Местами можно встретить гибриды этих видов, у которых голые и более удлиненные листья, чем у тополя дельтовидного.

## Ботаническое описание
Тополь разнолистный — листопадное дерево, нередко достигающее 28 м в высоту. Кора ствола от красно-коричневой до серо-коричневой, с глубокими бороздками. Веточки красно-коричневые, через несколько лет становящиеся сероватыми, цилиндрические или угловатые.
Листья в очертании яйцевидные, 3,5—24 см длиной и 3,5—19 см шириной, с неясно клиновидным или сердцевидным основанием. Край листовой пластинки с мелкими неравными зубцами. Верхняя поверхность листа тёмно-зелёная, нижняя — голая или бархатистая, светло-зелёная. Черешки до 12 см длиной.
Серёжки состоят из 10—15 (редко до 45) цветков. Цветки с 15—35 тычинками с заострёнными пыльниками и 2—4 пестиками. Завязь трёхгнёздная.
Плод — трёхгнёздная коробочка яйцевидной формы, с 18—27 семенами.
|                     |  |
| Кора ствола, листва |  |

## Таксономия
Populus heterophylla L., Species Plantarum 2: 1034—1035. 1753.
|  |                                      |  |                                                         |                                                         |                  |  | ещё 39 семейств (согласно Системе APG III) | ещё 39 семейств (согласно Системе APG III) |                         |  |  |  | ещё около 40 видов |
|  |                                      |  |                                                         |                                                         |                  |  | ещё 39 семейств (согласно Системе APG III) | ещё 39 семейств (согласно Системе APG III) |                         |  |  |  | ещё около 40 видов |
|  |                                      |  |                                                         | порядок Мальпигиецветные                                |                  |  |                                            |                                            | род Тополь              |  |  |  |                    |
|  |                                      |  |                                                         | порядок Мальпигиецветные                                |                  |  |                                            |                                            | род Тополь              |  |  |  |                    |
|  | отдел Цветковые, или Покрытосеменные |  |                                                         |                                                         | семейство Ивовые |  |                                            |                                            | вид Тополь разнолистный |  |  |  |                    |
|  | отдел Цветковые, или Покрытосеменные |  |                                                         |                                                         | семейство Ивовые |  |                                            |                                            |                         |  |  |  |                    |
|  |                                      |  | ещё 58 порядков цветковых растений (по Системе APG III) | ещё 58 порядков цветковых растений (по Системе APG III) |                  |  |                                            | ещё 54 рода                                | ещё 54 рода             |  |  |  |                    |
|  |                                      |  |                                                         | ещё 58 порядков цветковых растений (по Системе APG III) |                  |  |                                            |                                            | ещё 54 рода             |  |  |  |                    |

### Синонимы
- Populus athemse Foug., 1786
- Populus carolinensis Foug., 1786, nom. illeg.
- Populus cordifolia Burgsd., 1787
- Populus argentea F.Michx., 1813
- Populus grandifolia hort. ex Wesm., (1887 publ.1889), pro syn.
- Aigiros heterophylla (L.) Raf. ex B.D.Jacks., 1893, nom. inval.